# Choca-de-garganta-preta
Formigueiro-rondoniense ou choca-de-garganta-preta (Clytoctantes atrogularis) é uma espécie de ave da família Thamnophilidae. É endémica do Brasil e encontra-se em perigo crítico de extinção, ameaçada por perda de habitat.
Os seus habitats naturais são: florestas subtropicais ou tropicais húmidas de baixa altitude.
Muito pouco se sabe sobre essa espécie,que antes era classificada comocriticamente em perigo pela IUCN,mas recentes estudos confirmaram que a ave é mais comum do que se pensava e seu status mudou para vulnerável em 2008.[carece de fontes?]

## Referência
1. 1 2  BirdLife International  (2004).     Clytoctantes atrogularis (em inglês). IUCN   2006. Lista Vermelha de Espécies Ameaçadas da IUCN.   2006.   Página visitada em 03.11.2007.
2. ↑  «Thamnophilidae». Aves do Mundo. 26 de dezembro de 2021. Consultado em 5 de abril de 2024
3. ↑  Paixão, Paulo (Verão de 2021). «Os Nomes Portugueses das Aves de Todo o Mundo» (PDF) 2.ª ed. A Folha — Boletim da língua portuguesa nas instituições europeias. ISSN 1830-7809. Consultado em 5 de abril de 2024. Cópia arquivada (PDF) em 23 de abril de 2022